# Гражданска война в Афганистан (1996 – 2001)
Гражданската война в Афганистан между 1996 и 2001 г., е част от голямата война в Афганистан, която продължава от 1978 г.
През 1996 г. талибаните превземат афганистанската столица Кабул и създават Ислямско емирство Афганистан. Правителството на Ислямска държава Афганистан остава международно признатото правителство на Афганистан. Емирът на талибаните получава признание само от Саудитска Арабия, Пакистан и Обединените арабски емирства.
Министърът на отбраната на Ислямската държава Афганистан, Ахмад Шах Масуд, създава Обединения фронт (Северен алианс) в опозиция срещу талибаните. Обединеният фронт включва всички афганистански етноси: таджики, узбеки, хазари, туркмени, някои пущуни и други.
По време на конфликта, талибаните получават военна подкрепа от Пакистан и финансова от Саудитска Арабия. Пакистан военно се намесва в Афганистан, разгръщайки батальони и полкове от граничния корпус и армията си срещу Северния алианс. Ал Кайда подкрепя талибаните с хиляди наемни бойци от Пакистан, арабските страни и Централна Азия.

## Участници
Ахмад Шах Масуд (Северен алианс и Ислямската държава Афганистан), Молла Мохамед Омар (талибани) и Осама бин Ладен, заедно с Айман ал Зауахири (Ал Кайда) са основните фигури на войната в Афганистан. Други лидери, предимно от Пакистан, като Первез Мушараф и по-късно генерал Махмуд от една страна, и от Северния алианс (Хаджи Абдул Кадир, Рашид Достум) от друга страна, които обаче не винаги са в Афганистан. Качеството на живот на афганистанското население е силно зависимо от конкретния лидер, който пряко контролира района, в който живее.

### Северен алианс (Обединен фронт)
По време на голяма част от историята си, Обединеният фронт е оглавяван от Ахмад Шах Масуд, студент по инженерна дейност в университета в Кабул, който става военен лидер, изиграл водеща роля в изтласкването на съветската армия от Афганистан. „Wall Street Journal“ по онова време посвещава една от своите корици на Масуд, наричайки го „афганистанеца, който спечели Студената война“.
След изтеглянето на съветските войски от Афганистан и последвалото срутване на подкрепяното от руснаците правителство на Мохамед Наджибула, Масуд става министър на отбраната през 1992 г. под управлението на Бурханудин Рабани. След възхода на талибаните през 1996 г. Масуд се завръща в ролята на въоръжен опозиционен лидер, който служи като военен командир на Обединения ислямски фронт.
Масуд е дълбоко религиозен и духовен човек, който категорично се противопоставя на тълкуванията на исляма, последвани от талибаните и Ал Кайда.
Масуд е убеден, че само една демократична система може да осигури траен мир в Афганистан. Той иска да убеди талибаните да се присъединят към политически процес, водещ до демократични избори в обозримо бъдеще.
На 9 септември 2001 г., 2 дни преди атентатите от 11 септември в САЩ, Масуд е убит в провинция Тахар от заподозрени агенти на Ал Кайда. Те са дегизирани като журналисти и взривяват бомба, скрита в камера, докато му взимат интервю. Погребението, макар и в по-скоро селски район, е посетено от стотици хиляди хора. На следващата година той е наречен „национален герой“ по заповед на афганистанския президент Хамид Карзай. Датата на смъртта му, 9 септември, се отбелязва като национален празник в Афганистан, известен като „Ден на Масуд“. В годината след убийството си през 2002 г. Масуд е номиниран за Нобелова награда за мир.
В района на Масуд, жените и момичетата не носят афганистанска бурка. Позволено им е да работят и да ходят на училище. В поне два известни случая Масуд лично се намесва срещу принудителен брак. Макар и твърдяното убеждение на Масуд, че мъжете и жените са равни и трябва да се радват на едни и същи права, той също трябва да се справи с афганистанските традиции, за които той каза, че се нуждаят от поколение или повече, за да се преодолеят. Според него това може да се постигне само чрез образование.
Масуд създава демократични институции, структурирани в няколко комитета: политически, здравни, образователни и икономически. Все пак, много хора идват при него лично, когато имат спор или проблем и го молят да реши проблемите им.
Стотици хиляди бежанци бягат от талибаните в района на Масуд. През 2001 г. Масуд и известен фотограф и бивш посланик на ООН Реза Дегати, описват горчивата ситуация на афганистанските бежанци и искат хуманитарна помощ.

### Абдул Кадир
Хаджи Абдул Кадир Арсала (1951 – 6 юли 2002 г.) е виден анти-талибански лидер на Обединения фронт. Той е брат на Абдул Хак, известен лидер на съпротивата срещу съветската инвазия в Афганистан. Семейството на Кадир е традиционно могъщо, свързано с бившия афганистански крал Захир Шах. Абдул Кадир е губернатор на своята провинция Нангархар, преди талибаните да бъдат на власт.
Кадир става вицепрезидент на Афганистан в администрацията на талибаните на Хамид Карзай. На 6 юли 2002 г. Кадир и зетът му са убити от въоръжени лица. Друг от синовете му, Хаджи Мохамед Захер е застрелян в Кабул през 2002 г.

### Талибани
Молла Мохамед Омар оглавява талибанските сили по време на гражданската война в Афганистан. Омар се обявява за Амир-ми-Момин (Командир на Вярващите). Той рядко е сниман и рядко говори директно с журналисти.
Последователите на талибаните твърдят, че Молла Омар е роден в централната провинция Урузган през 1962 г. Други източници посочват Кандахар около 1959 г. Те също така заявяват, че той учи в няколко ислямски училища извън Афганистан, особено в Кувейт, Пакистан. През 1980-те години той се присъединява към съпротивата срещу съветската инвазия. Смята се, че губи окото си в борбата със съветите. През 1994 г. Молла Омар освобождава Кандахар от жестокия диктаторски управител при първото появяване на талибанското движение.
Омар има силни връзки с друга популярна фигура: Осама бин Ладен. Той е женен за една от дъщерите на бин Ладен. Отхвърля няколко искания от страна на САЩ да предадат Осама бин Ладен, убит през май 2011 г. в тайна операция, извършена от военноморските сили на САЩ по заповед на американския президент Барак Обама.
След като поемат контрола върху столицата Кабул на 26 септември 1996 г. талибаните издадават укази, забраняващи на жените да работят извън дома, да ходят на училище или да напускат домовете си, освен ако не са придружени от мъжки роднина. Жените трябва да бъдат покрити от главата до петите в бурка – с дължина на тялото, само с отвор, за да виждат и да дишат. На жените не е разрешено да носят бели (цветът на талибанското знаме) чорапи или обувки, които предизвикват шум. Също така, домовете и сградите трябва да имат затъмнени прозорци, за да не се виждат жените вътре. На жените практически е забранен обществения живот, достъп до здравни грижи, образование и работа и не им е позволено да се смеят по начин, по който те могат да бъдат чути от другите.
Талибаните, без истински съд режат ръцете на хората, които са обвинени в кражба.

### Пакистан
Генерал Первез Мушараф, изпълняващ ролята на началник на пакистанската армия от 1998 до 2007 г., изиграва важна роля при участието на Пакистан в афганистанската гражданска война. През 2001 г. той е военен ръководител и президент на Пакистан. Генерал Первез Мушараф е отговорен за изпращането на хиляди пакистански граждани за борба на страната на талибаните и Бин Ладен срещу Ахмад Шах Масуд. Като цяло се смята, че 28 000 пакистански граждани се бият в Афганистан срещу силите на Масуд. 20 000 от тях са редовни пакистански войници, а около 8000 са наети военнослужещи. Документ от 1998 г. на Държавния департамент на САЩ потвърждава, че „20 – 40 % от редовните талибански бойци са пакистанци“. Документът посочва още, че родителите на тези пакистански граждани „не знаят нищо относно участието на детето си при талибаните, докато телата им не бъдат върнати в Пакистан“. Други 3000 бойци от редовната талибанска армия са арабски и централно-азиатски екстремисти. От около 45 000 пакистански, талибански и ал Кайда бойци, само 14 000 са афганистанци.

### Ал Кайда
Осама бин Ладен е част от известното саудитско семейство бин Ладен и основател на Ал Кайда. След нападенията на 11 септември 2001 г. (при които 3000 души загиват на територията на САЩ), Осама бин Ладен и неговата организация са основни цели на войната срещу тероризма, водена от Съединените щати. Осама бин Ладен е убит в Пакистан на 2 май 2011 г. малко след 1 часа местно време от специална военна единица на Съединените щати.
Айман ал-Зауахири е вторият и последен „емир“ на египетския ислямски джихад. През 1998 г. ал-Зауахири официално обединява египетския ислямски джихад с организацията на бин Ладен. Той често се описва като „лейтенант“ на Осама бин Ладен, въпреки че избраният биограф на бин Ладен го нарича „истински мозък“ на Ал Кайда. Айман ал-Зауахири се смята, че се крие в пакистанските племенни райони от някои анализатори, докато други наблюдатели смятат, че той може да се крие в големи градски райони в Пакистан или другаде.
От 1996 до 2001 г. Осама бин Ладен и Айман ал-Зауахири стават виртуална държава в рамките на талибанската държава. Бин Ладен изпраща арабски бойци да се присъединят към борбата срещу Обединения фронт, особено така наречената бригада 055. Арабските бойци под ръководството на Бин Ладен са отговорни за някои от най-тежките кланета във войната, убивайки стотици цивилни в районите, контролирани от Обединения фронт. В доклад на Организацията на обединените нации се цитират очевидци в много села, които описват арабските бойци, носещи дълги ножове, използвани за разрязване на гърлото. Междувременно, бойци от бригадата на Бин Ладен 055 са известни с извършване на масово самоубийство, преди да бъдат пленени от вражеските сили.

## Развръзката
В продължение на много дни Обединеният фронт отрича смъртта на Масуд от страх от отчаяние сред своя народ. В крайна сметка, лозунгът „Сега всички сме Масуд“ се превръща в обединяващ военен вик. След нападенията от 11 септември 2001 г. на територията на САЩ, наземни войски на Обединения фронт прогонват талибаните от Кабул. През ноември и декември 2001 г. Обединеният фронт стартира офанзива и придобива контрол над голямата част от страната. Северният алианс печели войната. Те са подкрепени от Иран, Индия, Таджикистан, Русия, Узбекистан, Турция и Съединените щати.